# Kettenübertragung
Eine Kettenübertragung ist eine Reaktion im Verlauf einer Kettenpolymerisation, bei der die Aktivität einer wachsenden Polymerkette auf ein anderes Molekül übertragen wird:
P• + XR' → PX + R'•
Kettenübertragungsreaktionen verringern den mittleren Polymerisationsgrad des fertigen Polymers. Kettenübertragungen können entweder absichtlich (mit Hilfe eines Kettenübertragungsmittels) durchgeführt werden oder aber eine unvermeidbare Nebenreaktionen sein. Kettenübertragungsreaktionen kommen in den meisten Formen der Kettenpolymerisation vor, einschließlich radikalischer Polymerisation, ringöffnender Polymerisation, Koordinationspolymerisation und kationischer Polymerisation.

## Einteilung
Kettenübertragungsreaktionen werden in der Regel über die Art des Moleküls kategorisiert, das mit der wachsenden Kette reagiert.
Kettenübertragungsreaktionen werden in der Regel nach der Art des Moleküls eingeteilt, auf welches die wachsenden Kette übertragen wird:
- Übertragungsreaktionen auf Kettenübertragungsmittel: Kettenübertragungsmittel besitzen wenigstens eine schwache Bindung, durch welche die Kettenübertragungsreaktion erleichtert wird. Übliche Kettenübertragungsmittel enthalten oft Thiole [speziell Dodecylmercaptan (DDM)] oder halogenorganische Verbindungen (z. B. Tetrachlormethan).

- Übertragungsreaktionen auf Monomere: Kettenübertragungsreaktionen auf Monomere finden statt, wenn die wachsende Polymerkette ein Atom von einem noch nicht umgesetzten Monomer abstrahiert. Weil Polymerisationsreaktionen immer in Gegenwart von Monomeren stattfinden, bestimmen solche Kettenübertragungsreaktionen die theoretisch maximale molare Masse eines Polymers aus dem gegebenen Monomer. Kettenübertragungsreaktionen auf Monomere sind besonders bedeutsam bei kationischer und ringöffnender Polymerisation.

- Übertragungsreaktionen auf Polymere: Speziell, wenn viele Polymere im Reaktionsgemisch vorhanden sind, kann es zu Kettenübertragung auf bereits bestehende Polymerketten kommen. Das ist oft am Ende von radikalischen Polymerisation der Fall, wenn fast alle Monomere verbraucht sind. Durch die Bildung einer neuen Radikalstelle entlang der Polymerhauptkette entstehen verzweigte Polymere. Die Eigenschaften von PE-LD werden stark davon bestimmt, wie viele Übertragungsreaktionen stattgefunden haben.

- Übertragungsreaktionen auf Lösungsmittel:  Findet eine Lösungspolymerisation statt, kann das Lösungsmittel die Rolle als Kettentransfermittel übernehmen. Wenn dies geschieht (also kein inertes Lösungsmittel gewählt worden ist), entstehen Polymere mit einer sehr niedrigen molaren Masse (Oligomere).

## Geschichte
Das Konzept der Kettenübertragungsreaktion wurde erstmals 1930 von Taylor und Jones vorgeschlagen.  Diese untersuchten die Erzeugung von Polyethen aus Ethen und Wasserstoff in Gegenwart von Ethyl-Radikalen, die durch die thermische Zersetzung von Diethylquecksilber [(Et)2Hg] und Tetraethylblei [(Et)4Pb] erzeugt worden waren. Das beobachtete Produktgemisch konnte am besten erklärt werden, wenn ein "Transfer" des radikalischen Charakters von einem Reaktionspartner zum anderen postuliert wurde.
Flory übernahm das Konzept des Radikaltransfers in seine mathematische Modellierung der Vinyl-Polymerisation im Jahr 1937. Er führte den Begriff "Kettenübertragung" ein, um zu erklären, warum die durchschnittliche Kettenlänge von Polymeren kürzer ist als die aus der Betrachtung der Polymerisationsrate bestimmte kinetische Kettenlänge (Länge der Reaktionskette).
Die erste weit verbreitete Anwendung fanden Kettenübertragungsmittel im Zweiten Weltkrieg in der US Rubber Reserve Company. Die damals dort verwendete Rezeptur basierte auf der Buna-S-Rezeptur, die von IG Farben in den 1930er Jahren entwickelt worden war. Die Buna-S-Rezeptur erzeugte jedoch sehr harten, hochmolekularen Kautschuk. Dieser musste durch eine Wärmebehandlung teilweise zersetzt werden, um ihn durch Gummi-Walzwerke verarbeitbar zu machen. Forscher der Standard Oil Development Company und der U. S. Rubber Company entdeckten, dass durch die Zugabe von Mercaptan als Zusatzstoff nicht nur die molare Masse geringer und besser steuerbar wurde, sondern auch die Polymerisationsrate stieg. Mercaptan wurde daher ein Standardbestandteil der Rezeptur. Auch deutsche Wissenschaftler erkannten in den 1930er Jahren die Wirkung von Kettentransfermitteln. Dieses Wissen fand jedoch keine Anwendung in der Praxis; bis zum Ende des Krieges wurde weiterhin nur unmodifiziertes Gummi hergestellt.
Während der 1940er und 1950er Jahren wurden Kettenübertragungsmitteln und ihr Verhalten besser verstanden. Snyder  u. a. konnten zeigen, dass der Schwefel des zugesetzten Mercaptans während der Masse- oder Emulsionspolymerisation tatsächlich in die Polymerkette eingebaut wurde. Eine Reihe von Arbeiten von Mayo (bei der U.S. Rubber Co.) legte den Grundstein für die Bestimmung der Reaktionsraten der Kettenübertragungsmittel.
In den frühen 1950ern konnten Forscher bei DuPont schlüssig zeigen, dass kurze und lange Verzweigung in Polyethylen auf zwei unterschiedliche Mechanismen der Kettenübertragung aufs Polymer zurückgeführt werden kann. Etwa zur gleichen Zeit wurde die Anwesenheit von Kettenübertragungen in kationischer Polymerisation fest etabliert.

## Aktuelle Forschung
Kettenübertragungsreaktionen sind heutzutage gut verstanden und werden in Standardlehrbüchern skizziert. Seit den 1980er Jahren ist die Forschung besonders aktiv im Bereich der verschiedenen Formen der freien radikalischen lebenden Polymerisationen einschließlich katalytischen Kettentransfer-Polymerisationen, RAFT-Polymerisation und Jod-Transfer-Polymerisationen. Bei diesen Verfahren erzeugt die Kettenübertragungsreaktion eine Polymerkette mit ähnlicher Kettenübertragungsaktivität wie das ursprüngliche Kettenübertragungsmittel. Daher gibt es keinen Nettoverlust an Kettenübertragungsaktivität.